# Willem Nicolaas Rose
Willem Nicolaas Rose (Cheribon, 8 januari 1801 — Den Haag, 9 oktober 1877) was een Nederlandse architect, ingenieur-adviseur en officier. Hij was stadsarchitect van Rotterdam van 1839 tot 1855 en rijksbouwmeester van 1858 tot 1867.

## Levensloop
Rose was lid van de familie Rose en een zoon van mr. Simon Hendrik Rose (1769-1823), resident te Cheribon, lid van de raad van Utrecht, en Johanna Susanna Senn van Basel (1775-1850).
Rose kreeg zijn opleiding bij de Artillerie- en Genieschool in Delft. Tot 1839 was Rose nog luitenant der genie (op dat moment gelegerd te Maastricht) maar had zich op het gebied van de bouwkunst al een grote naam verworven. Voor 1839 gaf hij ook korte tijd les aan de Koninklijke Militaire Academie.
Rose werd in 1839 aangesteld als stadsarchitect van Rotterdam als opvolger van Pieter Adams, en dient in deze functie tot 1855. In de laatste jaren had hij bij het gemeentebestuur gepleit voor de oprichting van een Dienst Gemeentewerken, en in 1854 nam de stad dit voorstel over. In 1855 ging deze dienst van start met de voormalig stadsarchitect van Purmerend, W.A. Scholten, aan het roer. Van 1855 tot 1877 bleef Rose betrokken als ingenieur-adviseur van de Gemeente Rotterdam, en van 1858 tot 1867 was hij tevens Rijksbouwmeester.
In 1878 werd door B&W Rotterdam de Rosestraat naar hem vernoemd. Meer dan eeuw later, in 1996, volgden de Rosebrug, Rosetunnel en Rosepark.

### Personalia
Rose trouwde in 1824 jkvr. Johanna Maria van Alphen (1799-1866), dochter van jhr. Daniël François van Alphen (1774-1840), uit welk huwelijk zes kinderen werden geboren. Mogelijk was Rose via zijn moeder verwant aan de Duitse architect Karl Friedrich Schinkel en niet uitgesloten is dat Rose en Schinkel elkaar persoonlijk kenden.

## Werk

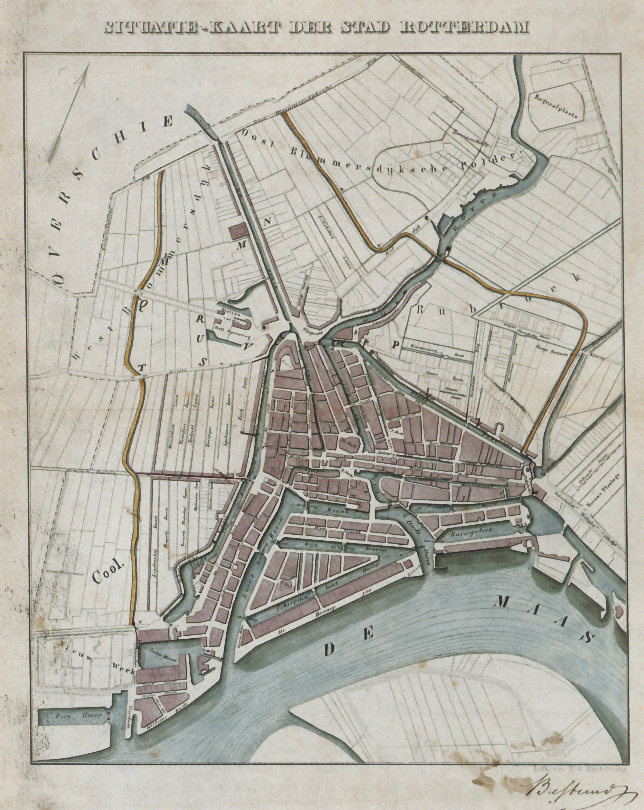
Waterproject 1854 - in oranje de nieuwe singels

In een tijd waarin men voor waterbouwkunde en voor burgerlijke bouwkunde nog aangewezen was op praktijkscholing en tekenscholen, boden alleen de Marine en de Genie opleidingen ('vestingbouwkunde') die als academisch kunnen worden beschouwd. Dankzij de gedegen militaire opleiding en een even gedegen praktijkervaring bij het leger, kon hij zich ontwikkelen tot een naar toenmalige begrippen zeer gedegen en ervaren ingenieur. Het is daarom niet verbazingwekkend dat de stad  Rotterdam, geconfronteerd met de noodzaak tot grootschalige uitbreiding van zowel het woon- als het havengebied, het oog liet vallen op Rose. Hij heeft grote invloed gehad op de ontwikkeling van Rotterdam vanaf 1839.

### Het Waterproject
In 1842 kwam Rose met een plan om een einde te maken aan de steeds terugkerende cholera-epidemieën als gevolg van de onvoldoende hygiënische omstandigheden in het overbevolkte Rotterdam. Het zeer ambitieuze Waterproject voorzag in het scheiden van de Schie en de Rotte van de stadswateren, het slaan van drinkputten, de aanleg van nieuwe singels, die regelmatig met vers water zouden worden doorgespoeld, en het verplaatsten van de slachterijen naar een terrein aan de rand van de stad. Pas in 1862 werd begonnen met de aanleg van de singels. Deze werden voltooid door een latere opvolger van Rose, G.J. de Jongh.

### Instorten Boompjeskade

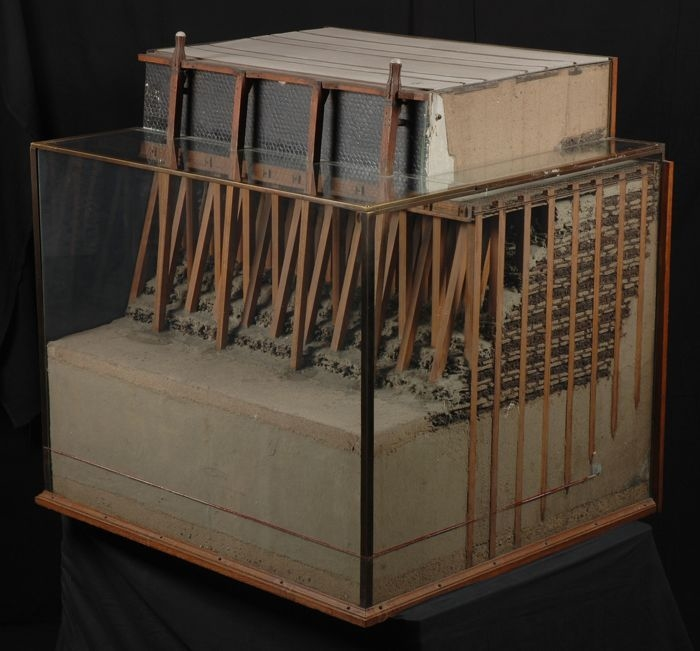
Constructie kademuur, 1880-1920

Een dieptepunt in de carrière van Rose vormde het instorten van de Boompjeskade. Rose had in 1844 twee ontwerpen voor vernieuwing van de Boompjeskade aan het gemeentebestuur voorgelegd: een nieuwe kademuur op palen en een goedkopere op zinkstukken van rijshout met daaroverheen een steenbestorting, waarop dan de kademuur wordt gemetseld. Jaren later koos de gemeenteraad voor de goedkope variant. Dat dit een misrekening was bleek in de nacht van 9 op 10 juli 1854 toen een deel van de kade instortte. Rose werd uiteraard verantwoordelijk gehouden.
Omdat hij toch nog veel steun had in de stad werd hij 'eervol' ontslagen als stadsarchitect en aangesteld tot ingenieur-adviseur van de Gemeente Rotterdam.
Rose werd ook bekend als de ontwerper van het Coolsingelziekenhuis. Zijn uitbreidingsplan voor Rotterdam van 1858 werd niet uitgevoerd.

### Rijksbouwmeester
Rose was van 1858 tot 1867 bouwkundige bij de Dienst Landsgebouwen in de Residentie. Hij is, voor zover bekend, de eerste die ook de titel Rijksbouwmeester gebruikte. Zijn aanstelling houdt met name verband met de toenemende problemen op het Haagse Binnenhof. In 1861 leidde hij een restauratie van de Ridderzaal. Hij verving de houten kap door een gietijzerconstructie omdat hij (ten onrechte) veronderstelde, dat deze niet origineel was. Bij een volgende restauratie onder leiding van Rijksbouwmeester Daniël Knuttel werd de houten kap gereconstrueerd.

## Nog bestaand werk
Behalve het tehuis Bronbeek in Arnhem en het voormalige ministerie van Koloniën bij het Binnenhof in Den Haag in eclectische stijl zijn er weinig belangrijke (en uitgevoerde) ontwerpen van Rose die nu nog bestaan. Zijn Hoge Raad der Nederlanden aan het Plein moest plaatsmaken voor de uitbreiding van de Tweede Kamer. Zijn Magazijn van Geneesmiddelen (Gebouw B van het huidige Ministerie van Defensie tussen Plein en Kalvermarkt) is door latere aanpassingen zwaar verminkt. Veel van zijn werk als stadsbouwmeester van Rotterdam is tijdens het bombardement op Rotterdam verloren gegaan. De kosteloze bewaarschool is nog behouden.

## Trivia
- Minder bekend is dat Rose overtuigd aanhanger van het spiritisme was. Hij genoot in die kringen bekendheid als medium en trad op in seances van ex-dominee en spiritist S.F.W. Roorda van Eysinga (1827-1897) in Den Haag. In diens Spiritistisch tijdschrift (onregelmatig verschenen tussen de jaren 1872 en 1881) en De Blijde Boodschap (1885-1897) deelde Roorda de via Rose uit het hiernamaals ontvangen berichten mede.[3]

- De Rosestraat en 2e Rosestraat in Rotterdam zijn naar hem vernoemd.[4]

## Publicaties over W.N. Rose
- C.A.A. de Graaf, ‘Rose’s waterproject’ in Rotterdams Jaarboekje 1954, 177-208
- H.E.M. Berens. W.N. Rose 1801-1877. Stedenbouw, civiele techniek en architectuur, Rotterdam 2001